# Besnik Bare
Besnik Bare lub Besnik Baraj (ur. 12 marca 1956 w Tropoi) – albański chemik i polityk, deputowany do Zgromadzenia Albanii z ramienia Socjalistycznej Partii Albanii.

## Życiorys
Ukończył studia z zakresu chemii przemysłowej. Pracował jako wykładowca na Politechnice Katalońskiej (1994-1995) i na Federalnym Uniwersytecie Rio Grande.
W 2001 roku uzyskał tytuł profesora.
W wyborach 2017 uzyskał mandat deputowanego do Zgromadzenia Albanii z ramienia Socjalistycznej Partii Albanii.